# Juan Carlos Cacho
Juan Carlos Cacho (* 3. Mai 1982 in Mexiko-Stadt) ist ein mexikanischer Fußballspieler auf der Position des Stürmers.

## Leben

### Verein
Der aus dem Nachwuchs des Hauptstadtvereins Cruz Azul hervorgegangene Cacho begann seine Profikarriere im Jahr 2000 bei dessen in der zweiten Liga spielenden Farmteam Cruz Azul Hidalgo. Durch seine guten Leistungen wurde er bereits 2001 in die Hauptstadt zurückgeholt und in den Kader der ersten Mannschaft von Cruz Azul aufgenommen.
Vor der Saison 2004/05 wechselte er zum CF Pachuca, bei dem er die nächsten vier Jahre unter Vertrag stand und mit dem er in diesem Zeitraum je zweimal mexikanischer Meister und CONCACAF-Champions’-Cup-Sieger wurde und darüber hinaus im Dezember 2006 die Copa Sudamericana gewann.
Vor der Saison 2008/09 wechselte er zurück in seine Heimatstadt, wo er beim Club Universidad Nacional, dem Stadtrivalen seines Exvereins Cruz Azul, unterschrieb. Am Ende der Saison standen sich ausgerechnet sein neuer und alter Verein (Pumas und Pachuca) im Meisterschaftsfinale gegenüber, das vom Club Universidad Nacional gewonnen wurde; allerdings ohne Beteiligung von Juan Carlos Cacho, der in diesen Spielen nicht mitwirken konnte.
In der Saison 2009/10 spielte er wiederum für Pachuca und gewann mit ihnen die CONCACAF Champions League 2009/10, während er seit Sommer 2010 wieder für die Pumas spielt und mit ihnen in der Clausura 2011 einen weiteren Meistertitel gewann.

### Nationalmannschaft
Zwischen 2007 und 2009 bestritt Cacho elf Länderspieleinsätze, bei denen er drei Tore erzielte. Sein Debüt im Dress der mexikanischen Nationalmannschaft feierte er am 28. Februar 2007 beim 3:1-Sieg gegen Venezuela, sein (bisher) letztes Länderspiel fand am 30. September 2009 bei der 1:2-Niederlage gegen Kolumbien statt.
Seine drei Länderspieltore erzielte er in den Spielen am 12. September 2007 gegen Brasilien (1:3) und am 14. Oktober 2007 gegen Nigeria (2:2).

## Erfolge
- Mexikanischer Meister: Cla 2006, Cla 2007, Cla 2009, Cla 2011
- CONCACAF Champions’ Cup: 2007, 2008
- CONCACAF Champions League: 2009/10
- Copa Sudamericana: 2006